# جنون رقص

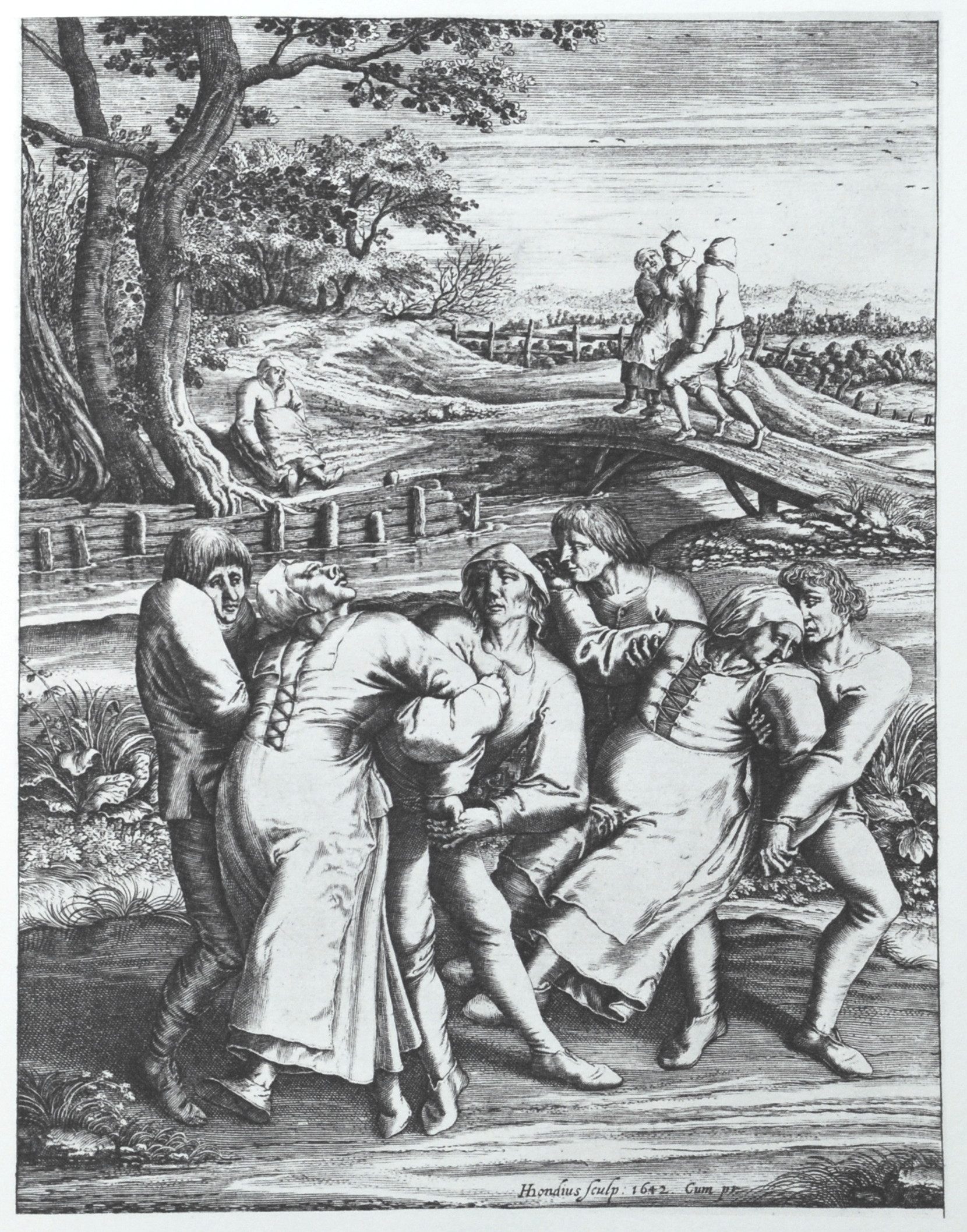
طراحی ۱۶۴۲م از جنون رقص زائران سن-ژان-مولنبیک

جنون رقص پدیده‌ای اجتماعی بود که ابتدا در قارهٔ اروپا میان سده‌های ۱۴ و ۱۷ رخ داد که در آن گروهی از مردم و گاهی هزاران نفر همزمان به‌طور نامنظّم سرگرم رقصیدن می‌شدند. این شیدایی بر مردان، زنان و کودکان تأثیر می‌گذاشت و آنان شب و روز، تا زمانی که با حالت اکستاسی از خستگی نمی‌افتادند، می‌رقصیدند؛ و حتی برخی در انتها دنده شان می شکست و می مردند. این افراد در حالت فقدان هشیاری و غیر قابل کنترل صورت می گرفت. به نظر می رسد این جنون واگیر بوده، البته بین گروه های کوچک. 
آن را یک بیماری جمعی روان‌زاد می دانند. 
این جنون در میانه قرن ۱۷ میلادی به یکباره ناپدید شد. 
رقص از بین هنر های هفتگانه، جایگاهی شبیه به هنر نقاشی دارد. چرا که رقاص اشکال مختلفی از هندسه و یا تجسم را به خودش داده و سعی می کند با آنها، پیامی را در مدت زمان رقاصی به خودش و بیننده منتقل کند. برای درک اینکه رقص در واقع چه تعبیری دارد، می توانیم نقاشی را تفسیر روانی کنیم و تفسیر روانی نقاشی، جابه جایی است. نقاشی ها و یا حتی عکس هایی که توسط دوربین ثبت می شوند، باعث جابه جایی و سفرِ روانی می شوند. ما را به زمان و مکان دیگری منتقل می کند یک عکس از جنگل های سرزمین مادری شما، و یا خانه ی قدیمی دوران کودکی، احساس مسافرت در آن واحد، به تو می دهد. پس جنون رقص بیماری روانی و اعصابی است که با این تفسیر ساده می توان گره های دلیل شیوع آن را کشف و معاینه کرد. به راحتی، بعد از درک هنر نقاشی و تعبیر روانی آن، یک متخصص به این رای می رسد: جنون رقص در اروپا در بین قرن های چهاردهم تا هفدهم به این دلیل روانشناسی رخ داد که مردم در انتقال پیام های هندسی و تصویری اشتیاقِ مهار نشدنی و افسارگسیخته ای داشتند. 
با یک مثال ساده درک خواهید کرد که اساسا رقص هم وزنِ کرشمه و عشوه است. به نوعی تمام انسان ها در انجام و حرکت روزانه، مثلا قدم زدن و یا نوشیدن، تا حدی رقص دارند چون عشوه در این قدم زدن ها و فعالیت های روزانه است. پس در حرکتِ فعالیت های روزانه همانند نقاشی یک نقاش پیام هایی وجود دارد. این حد از رقصیدن طبیعی و لازم است و تمام مردم در طول تاریخ آن را داشته اند. 
اما زیاده روی در رقصیدن جنونی بود که دامن گیر مردم اروپا شد به این دلیل که مردم در انتقال پیام های هندسی و تصویری خود افسارگسیخته شده بودند. 
از آنجایی که اساسِ ایجاد پیام های هندسی و تصویری، همانطور که همه می دانیم، سفر و جابه جایی است، از آنجایی که رقص و نقاشی باعث سفر های روانی و یا حتی جغزافیایی می شوند، ساده است که جنون رقص در اروپا به دلیل عدم این سفر و جابه جایی رخ داد. 
با مطالعه ی تاریخ مردم اروپا از قرن چهارده تا هفده این موضوع واضح ومبرهن است که تفکر مردم اجازه ی اوج و فرود نداشت. مردم در آن زمان برای سفر های احساسی و علمی تنبیه و مجازات می شدند. دانشمندان حق نداشتند نظریه های علمی جدید، درباره ی نجوم، زمین شناسی، الهیات و غیره را مطرح کنند. 
به طور خلاصه این حصیر و یا با فعل بهتر محصور بودنِ حالت های فکری در نهایت منجر به خواسته ای غیر معمولی بنا بر اینکه به یک شیوه ای راهِ آزادی ذهن باز بشود و بتوان به هر طوری که دوست داشت گریز زد، شد. 
جنون رقص تنها راه باقی مانده برای مردم آن زمان بود که با استفاده از آن بتوانند به اسارت ذهنی خود پایان بدهند و دوباره سفر های آزادانه ی جسم و روان خودشان را شروع کنند. 
با مطالعه ی ظلم و ستمی که کلیسا و صاحبان ثروت آن زمان در حق مردم اروپا می کردند، به این نتیجه می رسیم که جنون رقص می توانست باعث ایجاد حس رضایت و آزادی در مردم بشود. 